# تل کلبه
تل کلبه (به عربی: تل کلبة) یک روستا در سوریه است که در ناحیه ابوالظهور واقع شده‌است. تل کلبه ۲٬۴۱۹ نفر جمعیت دارد.